# پیشینه احزاب در ایالات متحده آمریکا
شکل‌گیری احزاب در ایالات متحده آمریکا به نخستین روزهای تأسیس این کشور بازمی‌گردد. در آن دوران دو  گروه با دو نوع طرز تفکر برای اداره کشور رو دروی یکدیگر قرار گرفتند و از آنجا که این دو طرز تفکر هر یک در میان رهبران استقلال جایگاه مستحکمی داشتند، دو حزب جداگانه در این کشور به وجود آمد. در طول ۲۰۰ سال گذسته، مناسبات حزبی ۵ مرحله مشخص را پشت سر گذاشته که هر یک از ویژگی‌های خاصی برخوردار هستند.

## دوره‌های تاریخی

### دوره اول: نخستین سیستم حزبی ۱۸۲۴–۱۷۹۶
در این دوران اختلاف دید گاه میان جان هامیلتون و توماس جفرسون دو عضو دولت جورج واشینگتن دو حزب اولیه ایالات متحده را به‌دنبال آورد. جان هامیلتون به عنوان نماینده نجبای ایالت‌های شمالی از تقویت دولت مرکزی و واگذاری یکسری اختیارات به آن برای اداره کشور جانبداری می‌کرد و راه حل خروج از بی‌ثباتی سیاسی نخستین ماه‌های استقلال را در گسترش ساختار و قدرت دولت مرکزی جستجو می‌کرد. به همین دلیل هامیلتون و یارانش به فدرالیست‌ها معروف شدند.
درمقابل، توماس جفرسون وزیر خارجه دولت واشینگتن قرار داشت که از آزادی و حقوق شهروندان حمایت می‌کرد و تمام تلاش خود را به جلوگیری از ظهور یک دولت مطلقه معطوف ساخت. این دیدگاه جفرسون درتمایلات آزاد یخواها نه گریز از مرکزمناطق کشاورزی جنوب ریشه داشت و در همین منطقه نیز هواداران بسیاری را به خود جلب کرد. حزبی که جفرسون با کمک مدیسون و مونروئه، رؤسای جمهوری بعدی ایالات متحده آمریکا بنیان گذاشت به نام حزب جمهوریخواهان دموکرا تیک معروف گشت. سال‌ها بعد واژه جمهور یخواهان از عنوان این حزب جدا شد و به حزب دموکرات تبدیل گشت. حزب دموکرات کنونی ریشه در تفکرات لیبرالیستی جفرسون دارد و دنباله رو حزب جمهوریخواهان دموکرات شناخته می‌شود.

### دوره دوم: جکسون ودموکرات‌ها ۱۸۵۶–۱۸۲۸
در سال ۱۸۲۸ آندرو جکسون انشعاب جدیدی را در داخل حزب جمهوریخواهان دموکرات به وجود آورد و از همین طریق نیز در انتخاب ریاست جمهوری به پیروزی دست یافت. وی با شناسایی مهاجرین جدید درایالت‌های شمال شرقی و پرداختن به مشکلات ومسائل آنان توانست ارتباطی میان آنان و بزرگ ملاکین جنوب برقرار کند و یک حزب قدرتمند در سطح کشور به وجود آورد. بدین ترتیب حزب دموکرات متولد شد.
درمقابل دموکرات‌ها، فدارلیست‌های سابق واشراف شمالی یک حزب محافظه کار و اشرافی به تقلید حزب و یگ انگلستان تأسیس کردند که در دو انتخابات ریاست جمهوری به پیروزی دست یافت. حزب و یگ همانند حزب دموکرات از ۲ جناح صنعتگران شمالی و کشاورزان جنوبی تشکیل شده بود.
در این دوره نیز همانند دوره نخست، دو حزب اصلی صحنه سیاسی کشور را جهت می‌دادند و همین میراث نیز تاکنون ادامه داشته‌است.

### دوره سوم: دوران ۲ حزب جمهوریخواه ۱۹۲۸–۱۸۶۰
موضوع برده داری و اختلاف نظر میان ایالت‌های شمالی و جنوبی در طی این دوره به موضوع اصلی کشور تبدیل شده بود و به همین دلیل در هر دو حزب دموکرات و ویگ انشعاب بروز کرد. در دهه ۱۸۵۰ آبراهام لینکلن به عنوان مخالف سرسخت نظام برده داری، حزب جمهوریخواه را بنیان گذاشت و در سال ۱۸۶۰ در انتخابات ریاست جمهوری به پیروزی رسید. با ورود لینکلن به کاخ سفید، جنگ میان شمال و جنوب اجتناب ناپذیر شد و سرانجام ایالات متحده آمریکا برای اولین و آخرین بار وارد نبرد خونین داخلی شد. پیروزی ایالت‌های ضد برده داری شمال بر کنفدراسیون جنوب، حاکمیت مقتدارنه جمهوریخواهان بر کشور را به‌دنبال آورد و عملاْ به حذف دموکرات‌های طرفدار برده داری جنوب به مدت ۶۰ سال از صحنه سیاسی ایالات متحده آمریکا انجامید.
در انتخابات سرنوشت ساز سال ۱۸۹۶، نسل جدیدی از جمهوریخواهان به قدرت رسیدند که بیش از جناح راستگرای بودند، مسائل طبقه کارگر و مهاجرین تازه‌وارد را مد نظر قرار دادند. مک کینلی به عنوان رهبر این جناح در سال ۱۸۹۶ به کاخ سفید راه یافت و بدین ترتیب دو نگرش متفاوت ازحزب جمهوریخواه قدرت را در کشور در دست گرفت. این وضعیت تا زمان بروز بحران اقتصادی در سال ۱۹۲۹ ادامه داشت.

### دوره چهارم:احزاب بزرگ نیودیل ۱۹۶۴ –۱۹۳۲
بحران بزرگ اقتصادی و سقوط سرسام‌آور بازار سهام در سال ۱۹۲۹، هنگامی آغاز شد که هربرت هوور، یک جمهوریخواه مخالف دخالت دولت در اقتصاد، در کاخ سفید حضور داشت. وی معتقد بود که دولت حق ندارد برای حل بحران در اقتصاد دخالت نماید. درحالیکه دموکرات‌ها با تفکر دخالت اقتصادی دولت، طرح‌های جدیدی را برای حل بحران اقتصادی ارائه کردند.
در انتخابات ریاست جمهوری سال ۱۹۳۲، فرانکلین روزولت با شعار حل بحران اقتصادی، افزایش اشتغال و کمک به فقرا به قدرت رسید. وی حزب قدرتمندی میان طبقه متوسط، اقلیت‌ها، کشاورزان و مهاجرین کم درآمد و لشکر عظیم فقرا ایجاد کرد. با اقدامات گسترده روزولت، دوران حاکمیت دموکرات‌ها در ایالات متحده آغاز شد. در این دوران جامعه تحت تأثیر روش اقتصادی “ نیودیل “ و همچنین اقتصاد جنگی در طول جنگ جهانی دوم قرار داشت. پس از آن نیز تحولات اجتماعی وانتظارات طبقه متوسط از دولت رفاهی موجب استمرار حاکمیت دموکرات‌ها تا اواخر دهه ۱۹۶۰ شد.

### دوره پنجم: دوران تقسیم حکومت ۱۹۶۸ تا حال
تا پیش از انتخابات ریاست جمهوری ۱۹۶۸ همواره یک حزب بر کاخ سفید و کنگره حاکم بود و اگر حزبی ریاست جمهوری را از دست می‌داد، کنگره را نیز به رقیب واگذار می‌کرد. لیکن در سال ۱۹۶۸ برای نخستین بار جمهوریخواهان در شرایطی در انتخابات ریاست جمهوری به پیروزی رسیدند که اکثریت کنگره در اختیار حزب دموکرات بود.
از آن هنگام به بعد نوعی تقسیم قدرت میان جمهوریخواهان ودموکرات‌ها صورت گرفت که جمهوریخواهان عمدتاً ریاست جمهوری را در دست داشتند و کنگره اغلب به‌طور کامل در اختیار دموکرات‌ها بود. تا آغاز قرن بیست و یکم در طول چهار دهه تنها در مدت ۶ سال حزب حاکم بر کاخ سفید با حزب حاکم بر کنگره هماهنگ بود که به ۴ سال ریاست جمهوری جیمی کارتر و ۲ سال ابتدایی دولت کلینتون مربوط است. از ویژگی‌های این دوره می‌توان به اختلاف نظر عمیق میان رؤسای جمهور و کنگره در خصوص مسائل سیاسی، اقتصادی، اجتماعی و نظامی اشاره کرد.

## نخستین سیستم حزبی (قبل از سال ۱۸۲۴)
حزب فدرالیست (۱۸۱۶–۱۷۸۹) Federalist Party
حزب جمهوریخواه دموکراتیک (۱۸۲۴ – ۱۷۹۲) Democratic-Republican Party

## دومین سیستم حزبی (۱۸۵۴–۱۸۲۴)
حزب ضد ماسون (۱۸۳۸ – ۱۸۲۶) Anti-Masonic Party
حزب جمهوریخواه ملی (۱۸۳۳ – ۱۸۲۹) National Republican Party
حزب باطل‌کننده (۱۸۳۹ – ۱۸۳۲) Nullifier Party
حزب ویگ (۱۸۵۶ – ۱۸۳۲) Whig Party
حزب آزادی (۱۸۴۸ – ۱۸۴۰) Liberty Party
حزب خاک آزاد (۱۸۵۵ – ۱۸۴۰) Free Soil Party

## سومین سیستم حزبی (۱۸۹۶ – ۱۸۵۴)
حزب آمریکایی (۱۸۵۸ – ۱۸۵۴) American Party
حزب مخالف (۱۸۵۸ – ۱۸۵۴) Opposition Party
حزب قانون اساسی متحد (۱۸۶۰) Constitutional Union Party
حزب ملی متحد (۱۸۶۸ – ۱۸۶۴) National Union Party
حزب لیبرال جمهوریخواه (۱۸۷۲) Liberal Republican Party
حزب زمینه سبز (۱۸۸۴ – ۱۸۷۴) Greenback Party
حزب ضد انحصار (۱۸۸۴) Anti-Monopoly Party
حزب پوپولیست (۱۹۰۸ – ۱۸۹۲) Populist Party
حزب دموکراتیک ملی / دموکرات‌های طلایی (۱۹۰۰ – ۱۸۹۶) National Democratic Party/Gold Democrats

## عصر پیشرفت / چهارمین سیستم حزبی (۱۹۳۲ – ۱۸۹۶)
حزب سوسیال دموکراتیک (۱۹۰۱ – ۱۹۰۰) Social Democratic Party
حزب Home Rule Party of Hawaii (با هدف حضور نمایندگان بومیان هاوایی در کنگره ایالات متحده آمریکا) (۱۹۱۲ – ۱۹۰۰)
حزب سوسیالیست آمریکا (۱۹۷۳ – ۱۹۰۱) Socialist Party of America
حزب پیشرفت ۱۹۱۲ (۱۹۱۴ – ۱۹۱۲)
لیگ غیر پارتیزانی (۱۹۵۶ – ۱۹۱۵) Non-Partisan League
حزب کشاورز – کارگر (۱۹۴۴ – ۱۹۱۸) Farmer-Labor Party
حزب پیشرفت ۱۹۲۴ (۱۹۲۴) Progressive Party ۱۹۲۴
لیگ کمونیست‌های آمریکا (۱۹۳۴ – ۱۹۲۸) Communist League of America

## نیودیل / پنجمین سیستم حزبی (۱۹۶۴ – ۱۹۳۲)
حزب کارگران آمریکایی (۱۹۳۴ – ۱۹۳۳) American Workers Party
حزب کارگران ایالات متحده (۱۹۳۸ – ۱۹۳۴) Workers Party of the United States
حزب متحد (۱۹۳۶) Union Party
حزب کارگر آمریکا (۱۹۵۶ – ۱۹۳۶) American Labor Party
حزب اول آمریکا (۱۹۹۶ – ۱۹۴۴)
حزب دموکراتیک حقوق ایالت‌ها (۱۹۴۸) States' Rights Democratic Party
حزب پیشرفت ۱۹۴۸ (۱۹۵۵ – ۱۹۴۸) Progressive Party ۱۹۴۸
حزب گیاهخواران (۱۹۶۴ – ۱۹۴۸) Vegetarian Party
حزب قانون اساسی (۱۹۶۸ – ۱۹۵۲) Constitution Party (United States 50s)
حزب سوسیالیست پورتوریکو (۱۹۹۳ – ۱۹۵۹) Puerto Rican Socialist Party
حزب دموکراتیک آزادی می‌سی سی پی (۱۹۶۴) Mississippi Freedom Democratic Party

## اواخر قرن بیستم
- حزب سبز ایالات متحده

حزب کارگران کمونیست (۱۹۸۵ – ۱۹۶۹) Communist Workers Party
حزب مردمی (۱۹۷۶ – ۱۹۷۱) People's Party
حزب کارگر ایالات متحده (۱۹۷۹ – ۱۹۷۵) U.S. Labor Party
حزب شهروندان (۱۹۸۴ – ۱۹۷۹) Citizens Party
حزب ائتلاف جدید (۱۹۹۲ – ۱۹۷۹) New Alliance Party
حزب مسیحیان فالانژیست آمریکا (۲۰۰۶ – ۱۹۸۵) Christian Falangist Party of America
حزب پاپیولیست دهه ۱۹۸۰ – دهه ۱۹۹۰ (۱۹۹۴ – ۱۹۸۴) Populist Party of 1980s-۱۹۹۰s
حزب نگاه به گذشته (۱۹۹۶ – ۱۹۸۴) Looking Back Party
حزب ریشه‌ها (۲۰۰۴ – ۱۹۸۶) Grassroots Party
حزب مستقل یوتا (۱۹۹۶ – ۱۹۸۸) Independent Party of Utah
حزب سبزهای ایالات متحده آمریکا / سبزها (۲۰۰۵ / ۱۹۹۱) Greens/Green Party USA
حزب قانون طبیعی (۲۰۰۴ – ۱۹۹۲) Natural Law Party